# Thomas Langley
Thomas Langley (Middleton, 1363 circa – Bishop Auckland, 20 novembre 1437) è stato vescovo di Durham e Lord cancelliere; dopo aver preso parte al Concilio di Pisa, venne creato pseudocardinale dall'antipapa Giovanni XXIII, ma non accettò la promozione.

## Biografia
Nacque ad Middleton intorno al 1363.
L'antipapa Giovanni XXIII lo elevò al rango di cardinale nel concistoro del 6 giugno 1411.
Morì il 20 novembre 1437 a Bishop Auckland.

## Genealogia episcopale
La genealogia episcopale è:
- Cardinale Vital du Four
- Arcivescovo John Stratford
- Vescovo Ralph Stratford
- Arcivescovo Simon Islip
- Arcivescovo William Whittlesey
- Arcivescovo Thomas Arundel
- Vescovo Thomas Langley